# 奥勒·奥克隆德
奥勒·奥克隆德（瑞典語：Olle Åkerlund，1911年9月28日—1978年2月4日），瑞典前男子帆船运动员。他曾代表瑞典参加1932年夏季奥林匹克运动会帆船比赛，获得6米级金牌。